# رابرت بیکر (هنرپیشه)
رابرت بیکر (انگلیسی: Robert Baker؛ زادهٔ ۱۵ اکتبر ۱۹۷۹) یک هنرپیشه اهل ایالات متحده آمریکا است.

## گزیده فیلمشناسی
از فیلم‌ها یا برنامه‌های تلویزیونی که وی در آن نقش داشته‌است می‌توان به آثار زیر اشاره کرد.
- مدرسه قدیمی (۲۰۰۳)
- خارج از زمان (فیلم ۲۰۰۳) (۲۰۰۳)
- قاتلین پیرزن (فیلم ۲۰۰۴) (۲۰۰۴)
- سرافیم فالز (۲۰۰۶)
- لچک‌به‌سر (۲۰۰۷)
- ایندیانا جونز و قلمرو جمجمه بلورین (۲۰۰۸)
- جی. آی. جو: تلافی (۲۰۱۳)
- رنجر تنها (فیلم ۲۰۱۳) (۲۰۱۳)
- سی‌اس‌آی (۲۰۰۳)
- ان‌سی‌آی‌اس (۲۰۰۳)
- شش فوت زیر زمین (۲۰۰۴)
- ورونیکا مارس (مجموعه تلویزیونی) (۲۰۰۴)
- آناتومی گری (مجموعه تلویزیونی) (۲۰۰۹–۲۰۱۰, ۲۰۱۲, ۲۰۱۶)
- سی‌اس‌آی: نیویورک (۲۰۱۳)
- موجه (مجموعه تلویزیونی) (۲۰۱۳)
- مأموران شیلد (۲۰۱۳)
- مد من (۲۰۱۴)
- خون حقیقی (۲۰۱۴)
- استخوان‌ها (مجموعه تلویزیونی) (۲۰۱۴)
- گریم (مجموعه تلویزیونی) (۲۰۱۵)
- رسوایی (مجموعه تلویزیونی) (۲۰۱۵)
- ریوردیل (۲۰۱۷)
- رژیم غذایی سانتا کلاریتا (۲۰۱۸)
- اصیل‌ها (۲۰۱۸)